# گروه A جام ملت های اروپا ۲۰۲۴
گروه A یورو 2024 یوفا از ۱۴ تا ۲۳ ژوئن ۲۰۲۴ برگزار می شود. این گروه شامل تیم های آلمان ، اسکاتلند ، مجارستان و سوئیس میزبان است.
1. ↑  "UEFA Euro 2024 match schedule" (PDF). UEFA.com. Union of European Football Associations. 2 December 2023. Retrieved 2 December 2023.